# Liste von Sakralbauten in Seelze
Die Liste von Sakralbauten in Seelze nennt Kirchengebäude und andere Sakralbauten in Seelze, Region Hannover, Niedersachsen.

## Liste
| Bild | Name                       | Ort         | Koordinaten                     | Konfession der Gemeinde                   |
| ---- | -------------------------- | ----------- | ------------------------------- | ----------------------------------------- |
|      | Kirche in Dedensen         | Dedensen    |                                 | evangelisch-lutherisch                    |
|      | Obentraut-Kapelle          | Döteberg    | 52° 22′ 24,3″ N, 9° 35′ 32,3″ O | evangelisch-lutherisch                    |
|      | Kapelle Gümmer             | Gümmer      | 52° 24′ 30,6″ N, 9° 31′ 59,6″ O | evangelisch-lutherisch                    |
|      | Friedhofskapelle Gümmer    | Gümmer      | 52° 24′ 19,1″ N, 9° 32′ 6,6″ O  | evangelisch-lutherisch                    |
|      | St.-Barbara-Kirche         | Harenberg   | 52° 22′ 42,7″ N, 9° 37′ 15,7″ O | evangelisch-lutherisch                    |
|      | Trinitatiskirche           | Kirchwehren | 52° 21′ 59,5″ N, 9° 34′ 2,3″ O  | evangelisch-lutherisch                    |
|      | St. Antonius               | Lathwehren  |                                 | ehem. römisch-katholisch, 1989 aufgegeben |
|      | St. Maria Rosenkranz       | Letter      |                                 | römisch-katholisch                        |
|      | St. Michael                | Letter      |                                 | evangelisch-lutherisch                    |
|      | Zum barmherzigen Samariter | Lohnde      |                                 | evangelisch-lutherisch                    |
|      | St.-Martins-Kirche         | Seelze      | 52° 23′ 51″ N, 9° 35′ 46,3″ O   | evangelisch-lutherisch                    |
|      | Dreifaltigkeitskirche      | Seelze      |                                 | römisch-katholisch                        |
|      | Kapelle Velber             | Velber      | 52° 22′ 11,7″ N, 9° 39′ 2,7″ O  | evangelisch-lutherisch                    |